# Sven Jacobsson Svart
Sven Jacobsson Svart, skrevs också Swart, död 1664 eller 1665, var en svensk borgmästare.

## Biografi
Jacobsson Svart var en av de första borgmästarna i Askersunds stad. Han tillträdde fem år efter att Askersund fått sina stadsprivilegier, år 1648, efter att landshövdingen Christer Bonde, enligt hans kungliga majestät insatt Jacobsson Svart som borgmästare. År 1656 ersatte han Jöns Eriksson Grubb som fogde i Västernärke, och ersattes därefter av en Michael Bengtsson.
Efter Jacobsson Svarts frånfälle, omgifte sig hans maka, Anna Rolofsdotter, med kyrkoherden i Lerbäcks socken, Nils Kallander.
Svart var riksdagsman för borgarståndet vid riksdagen 1659–1660.